# Pyrolobus
Pyrolobus es un género de microorganismos del dominio Archaea. Comprende la especie P. fumarii, el organismo más termófilo de todos los conocidos. Es incapaz de crecer a menos de 90 °C y su temperatura máxima de crecimiento es de 113 °C. Se ha aislado en una fuente hidrotermal de la Dorsal Atlántica. 
Es un organismo anaerobio que obtiene energía de la oxidación de dihidrógeno acoplada a la reducción de nitrato (formando amoníaco) o tiosulfato (formando sulfuro de hidrógeno). También puede crecer bajo condiciones microaerobias reduciendo oxígeno.